# Autobahn Südosttangente Wien
Die Autobahn Südosttangente Wien A23, umgangssprachlich Südosttangente oder Tangente genannt, ist eine Stadtautobahn in Wien und Teil der Europastraße E59. Sie führt vom Knoten Inzersdorf beim Anfang der Süd Autobahn A2 über den Wiener Prater mit Anschluss an die Ost Autobahn A4 nach Hirschstetten, wo später ein Anschluss zur Stadtstraße Aspern entstehen soll und die A23 in die Wiener Nordrand Schnellstraße S2 einmündet. Mit rund 17 Kilometern Länge ist sie die kürzeste Autobahn, jedoch mit einer Frequenz von durchschnittlich 180.000 Fahrzeugen pro Tag die meistbefahrene Straße Österreichs. Der Name leitet sich aus der Rolle der Verbindungsstraße zwischen der Süd Autobahn und der Ost Autobahn sowie der Streckenführung entlang des Südens und Ostens der Stadt Wien ab.

## Lage
Die Autobahn verläuft von der Altmannsdorfer Straße in einer südöstlichen Tangente um das Stadtzentrum und schwenkt anschließend Richtung Norden, wo sie bei Hirschstetten in die Wiener Nordrand Schnellstraße einmündet. Sie kreuzt dabei die Süd-, Ost- und Donauufer Autobahn. Die Prater Hochstraße verläuft in Hochlage durch das Erholungsgebiet des Wiener Prater, die anschließende Praterbrücke quert als eine der 12 Wiener Donaubrücken die Donau. Auf der gesamten A23 gilt, wie auf Autobahnen in Wien üblich, für Personenkraftwagen ein Tempolimit von 80 sowie für Lastkraftwagen über 7,5 Tonnen ein Limit von 60 km/h.

## Geschichte
Am 19. Dezember 1970 wurde der erste Abschnitt zwischen dem Knoten Inzersdorf und der Anschlussstelle Wien-Favoriten eröffnet, drei Tage später der Abschnitt zwischen Knoten Kaisermühlen und Knoten Prater.
Bis 1978 folgten die weiteren Abschnitte zwischen Favoriten und Knoten Prater sowie der Altmannsdorfer Ast. Am 29. Juni 1993 wurde der bislang letzte Abschnitt zwischen dem Knoten Kaisermühlen und Hirschstetten sowie die an die A23 anschließende Wiener Nordrand Bundesstraße B302 zur Wagramer Straße eröffnet. Seit 2002 trägt dieser Straßenzug die Bezeichnung Wiener Nordrand Schnellstraße S2. 2009 wurde diese niveaufrei ausgebaut und zur Wiener Außenring Schnellstraße S1 bei Süßenbrunn verlängert.
| Eröffnung  | Streckenabschnitt                                        | Länge    |
| ---------- | -------------------------------------------------------- | -------- |
| 19.12.1970 | Knoten Inzersdorf – ASt Favoriten                        | 4,248 km |
| 22.12.1970 | Knoten Prater – Knoten Kaisermühlen                      | 2,776 km |
| 29.06.1973 | Altmannsdorfer Straße – Inzersdorf                       | 1,686 km |
| 19.09.1977 | ASt Landstraßer Hauptstraße – Knoten Prater (linke RFB)  | 1,869 km |
| 22.12.1977 | ASt Landstraßer Hauptstraße – Knoten Prater (rechte RFB) |          |
| 12.05.1978 | ASt Favoriten – ASt Landstraßer Hauptstraße              | 2,663 km |
| 12.05.1978 | ASt Landstraßer Hauptstraße – ASt Gürtel                 | 0,782 km |
| 29.06.1993 | Knoten Kaisermühlen – Knoten Hirschstetten               | 3,730 km |
| 29.06.1993 | Knoten Hirschstetten – Knoten Deutsch Wagram             |          |

Bereits 1979 gab es Pläne, die A23 über eine „Nordosttangente“ A24 mit der Nord Autobahn zu verbinden. Diese Straße hat mit der später geplanten und verworfenen A24 nichts gemeinsam.

## Verkehrliche Bedeutung
Die Wiener Südosttangente ist die am stärksten frequentierte Straße Österreichs und eine der meistbefahrenen Europas. Wegen des hohen Verkehrsaufkommens sowie häufiger Lkw-Unfälle gab es in der Vergangenheit immer wieder lange Verkehrsstaus. Deshalb wird sie scherzhaft oft auch als der größte Parkplatz Österreichs bezeichnet. Durch die Eröffnung der Wiener Außenring Schnellstraße S1 im Mai 2006 wurde die A23 zwischen Knoten Inzersdorf und Knoten Prater deutlich entlastet. Der Abschnitt Knoten Prater–Knoten Kaisermühlen, welcher durch die S1 nicht entlastet wird, stellt als Nadelöhr aktuell den am meisten frequentierten Straßenabschnitt Österreichs dar, da der gesamte Fernverkehr von Süden/Osten nach Norden über diese Strecke rollt und dieser trotz vier Fahrstreifen pro Richtung besonders in der Hauptverkehrszeit für Verzögerungen sorgt. Der weitere Ausbau der S1 von Schwechat nach Süßenbrunn würde eine Alternative zu diesem Abschnitt bilden, vor allem für den Fernverkehr von bzw. zur Nordautobahn A5.

## Allgemeines
Um die während der jahrelangen schweren Belastung schadhaft gewordenen Dehnfugen an den Brücken ohne Totalsperre reparieren zu können, wurde der Fly-over entwickelt und mehrere Jahre lang erfolgreich eingesetzt. Es werden auch laufend Kapazitätserweiterungen durchgeführt. So wurde 2005 die A23 zwischen Sankt Marx und dem Knoten Prater auf vier Fahrstreifen je Fahrtrichtung ausgebaut.
Die A23 ist nicht durchgehend mit Pannenstreifen ausgestattet. Im Abschnitt Kaisermühlen–Hirschstetten fehlt es gänzlich an Pannenstreifen, es gibt nur einige Pannenbuchten.

### Fahrstreifen
Altmannsdorf – Gürtel/Landstraße: 6

Gürtel/Landstraße – Knoten Kaisermühlen: 8

Knoten Kaisermühlen – Stadlau: 6

Stadlau – Hirschstetten: 4

### Abschnitt Seestadt Aspern
Geplant war eine Anbindung der Seestadt Aspern im 22. Bezirk durch die A23. Vom Autobahnende bei Hirschstetten sollte die Südosttangente entlang der Marchegger Ostbahn zur geplanten Wiener Außenring Schnellstraße S1 bei Raasdorf verlängert werden.
Im November 2010 wurde bekannt, dass nur der Abschnitt vom Knoten Raasdorf (S1) bis zur Anschlussstelle Heidjöchl zwischen 2015[veraltet] und 2017[veraltet] als Teil der S 1 umgesetzt wird. Die Strecke Heidjöchl–Hirschstetten (A23) wird von der Gemeinde Wien als vierspurige Stadtstraße ausgebaut. Für die Errichtung als Landesstraße gewährt der Bund, fällig nach Baufortschritt, der Stadt Wien Sonderzuschüsse.

### Videoüberwachung
Seit 12. Dezember 2007 findet auf der Wiener Südosttangente mittels Videoüberwachung eine so genannte „Automatische Vignettenkontrolle“ (AVK) statt; es handelt sich um die erste derartige Anlage in Österreich. Nach Angaben der Betreibergesellschaft ASFINAG soll sich deren Standort aber künftig einem Stichprobenplan folgend regelmäßig ändern.

## Streckenverlauf

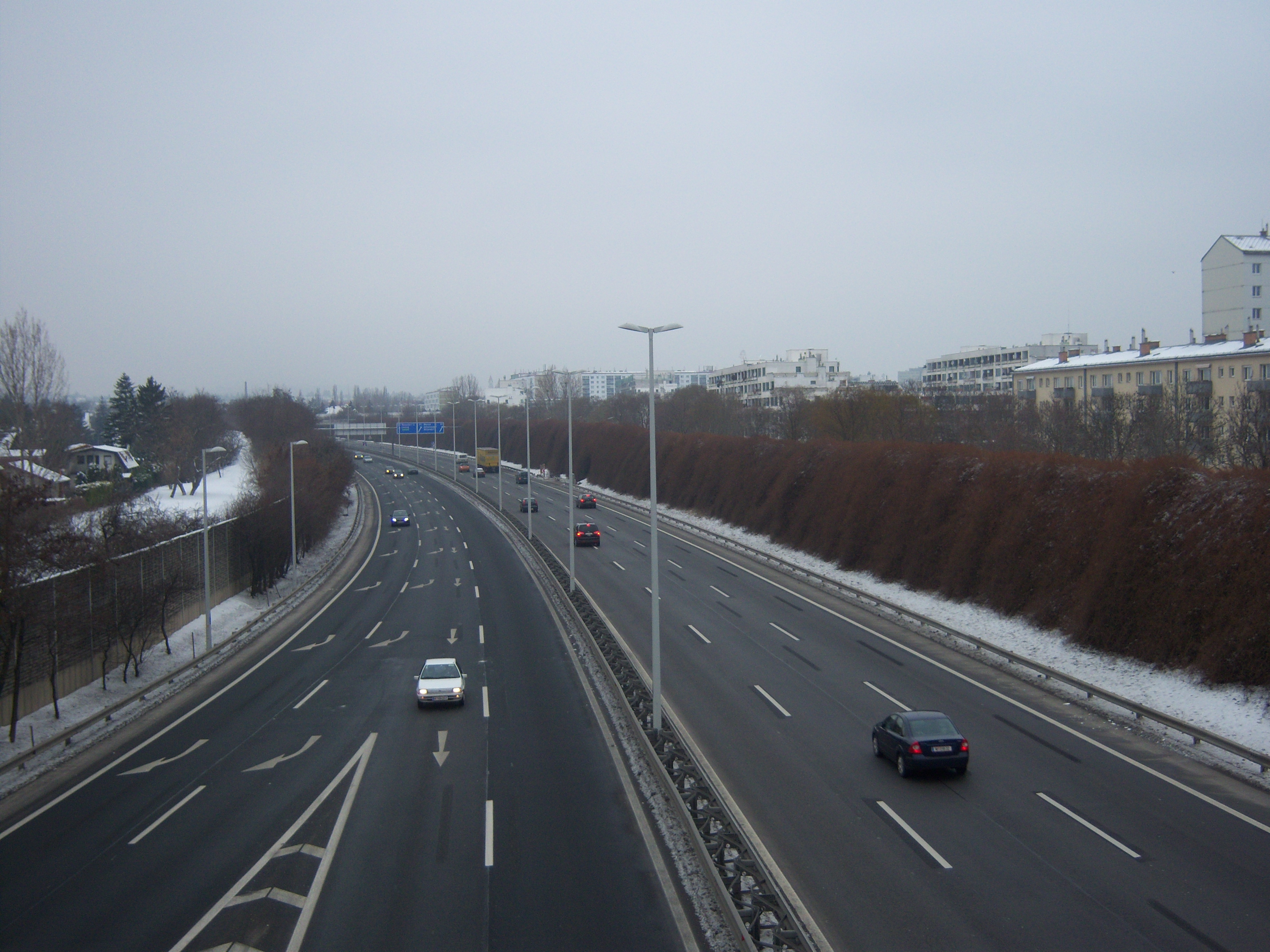
Der „Altmannsdorfer Ast“ Richtung Altmannsdorfer Straße

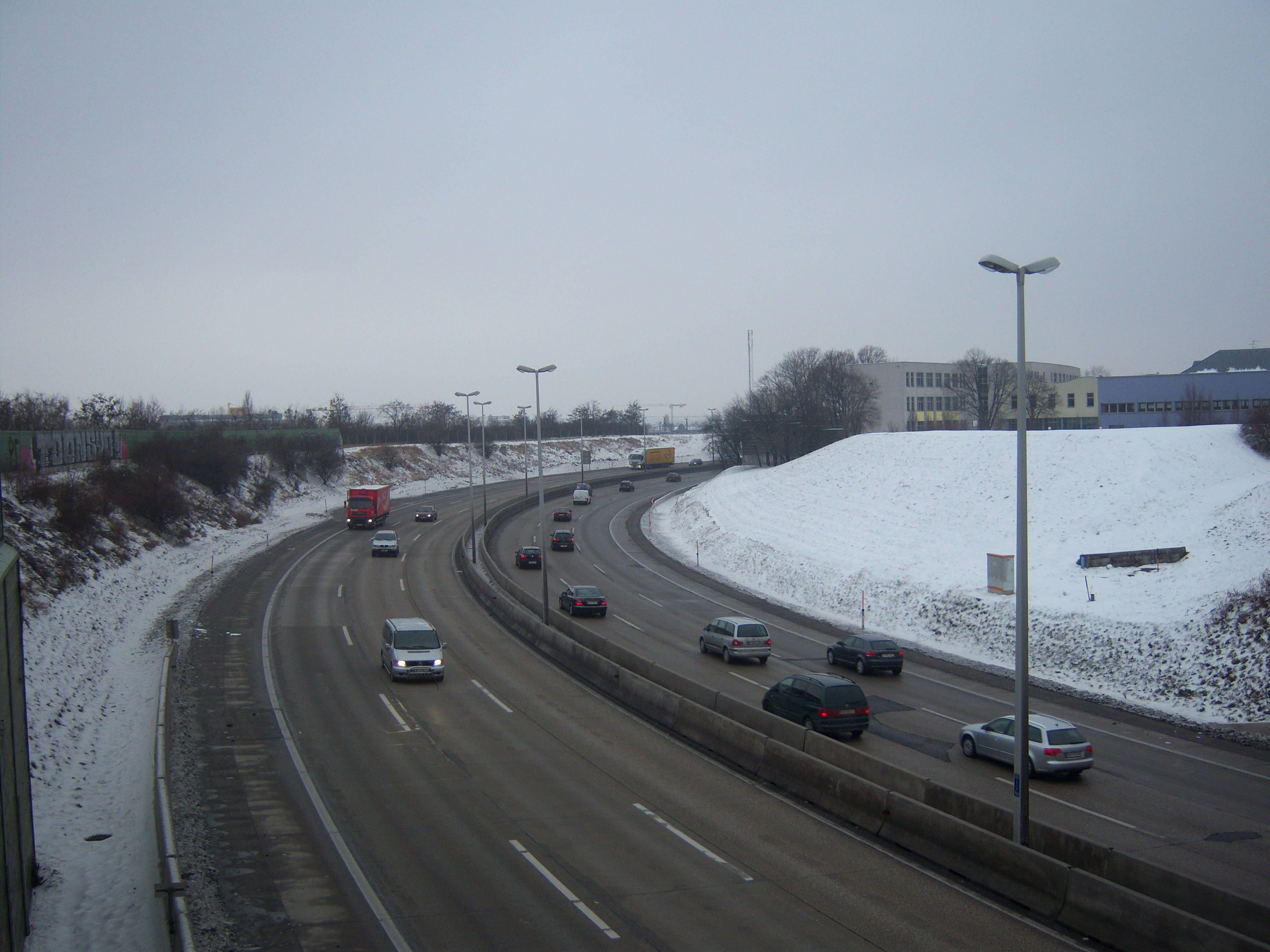
Die „Hanssonkurve“ zwischen Inzersdorf und Favoriten

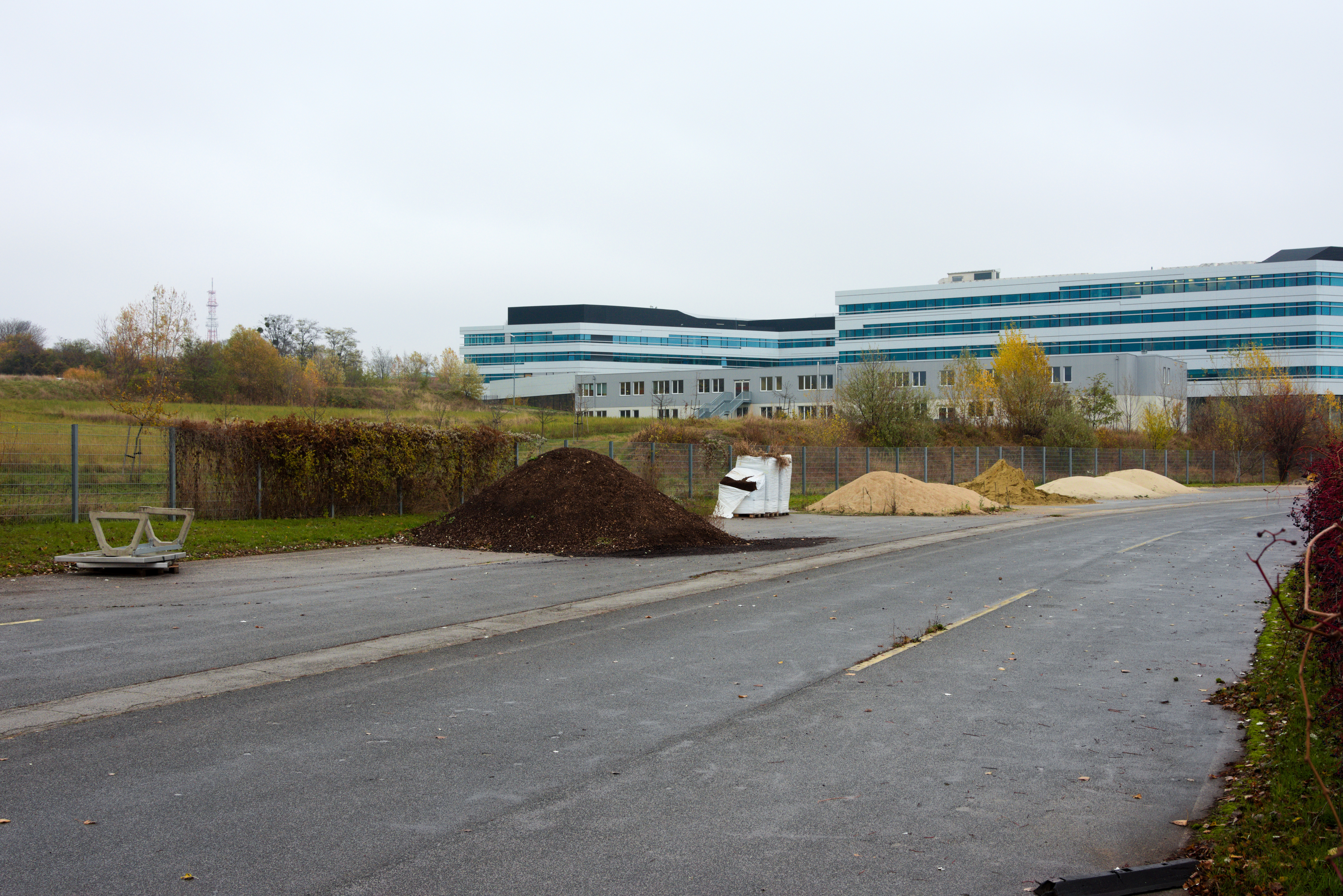
Fahrbahn der alten Anschlussstelle Favoriten (2019)

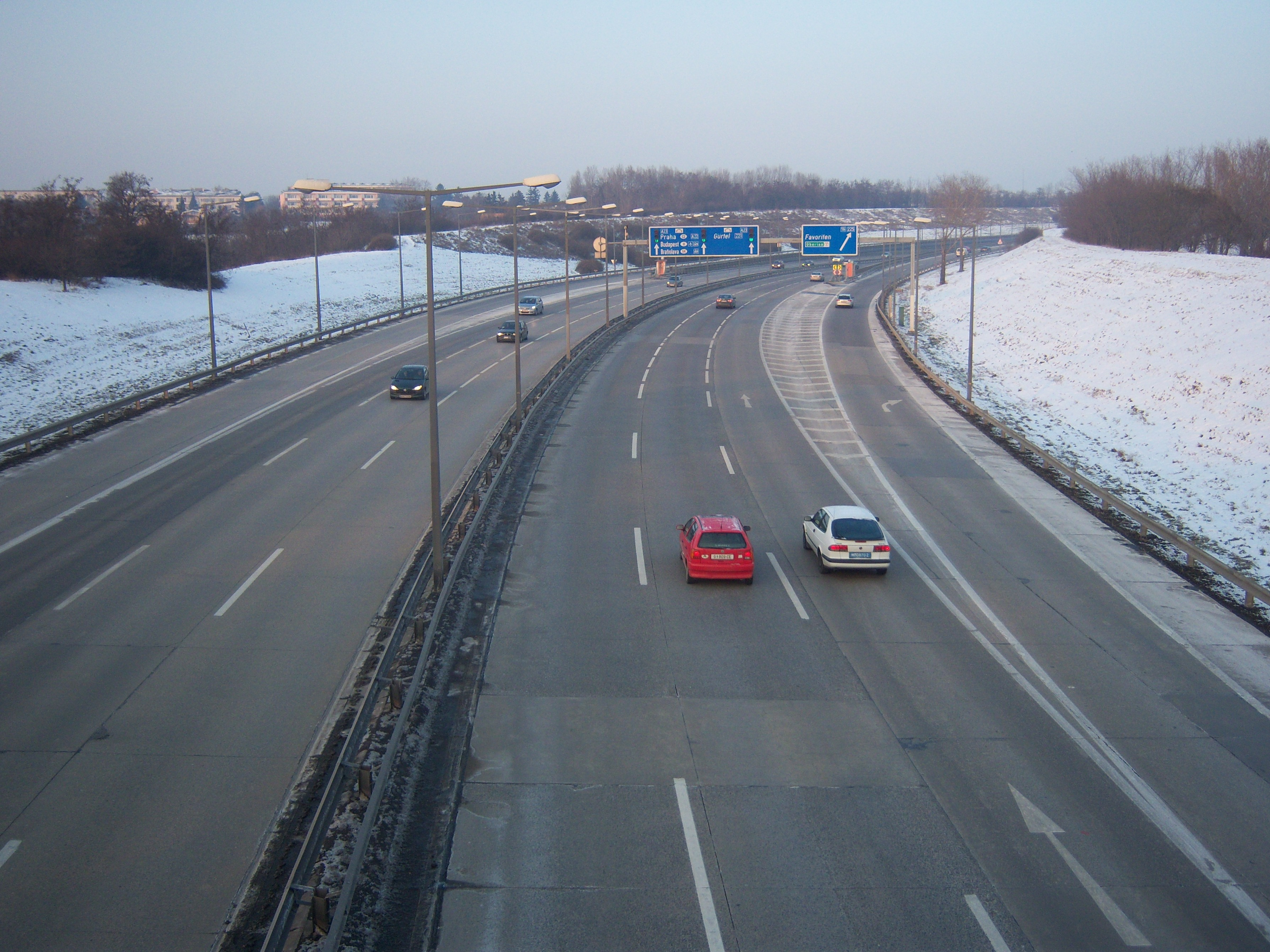
Neue Anschlussstelle Favoriten

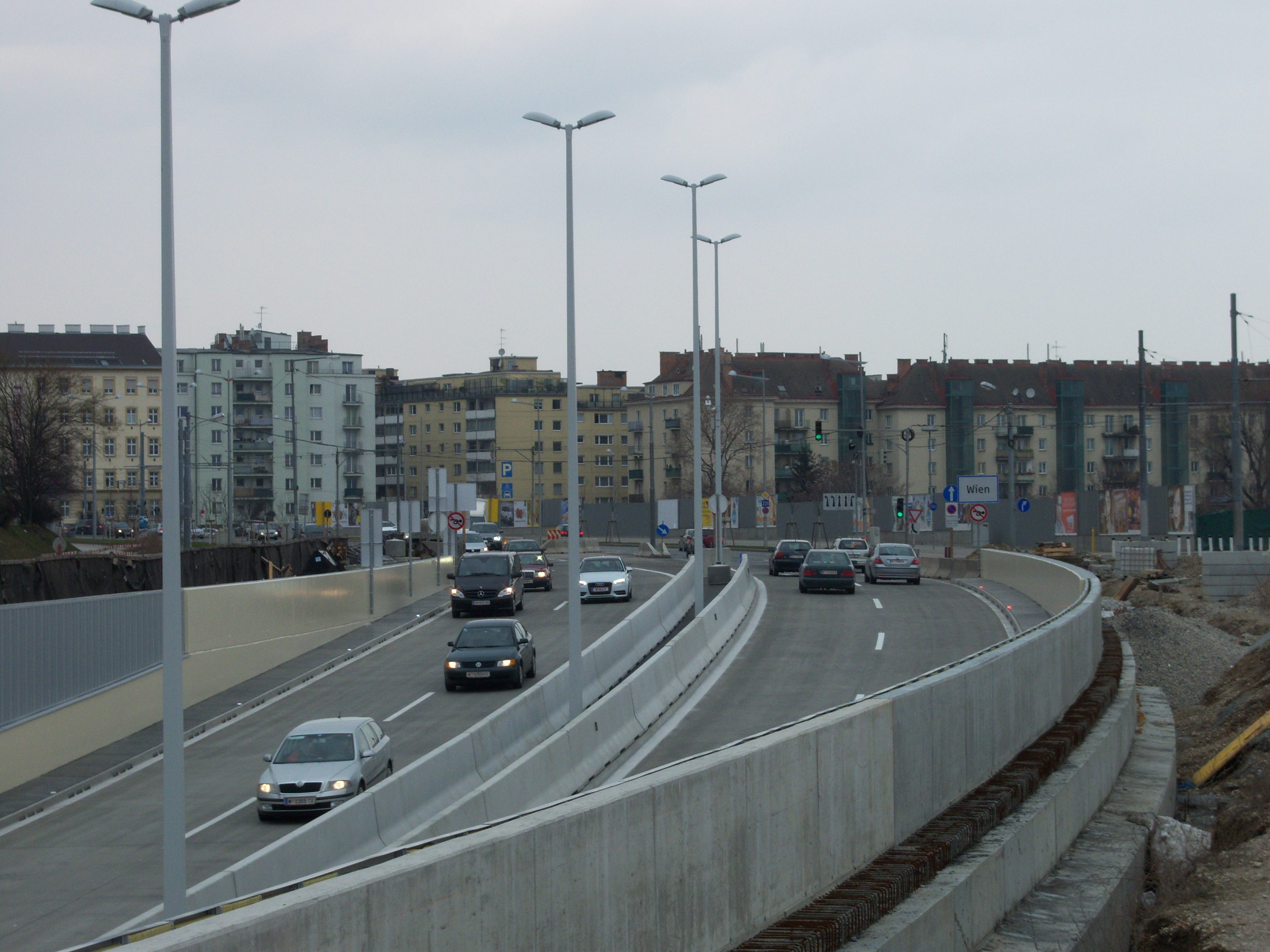
Die neue Unterführung vom Gürtel auf die A23

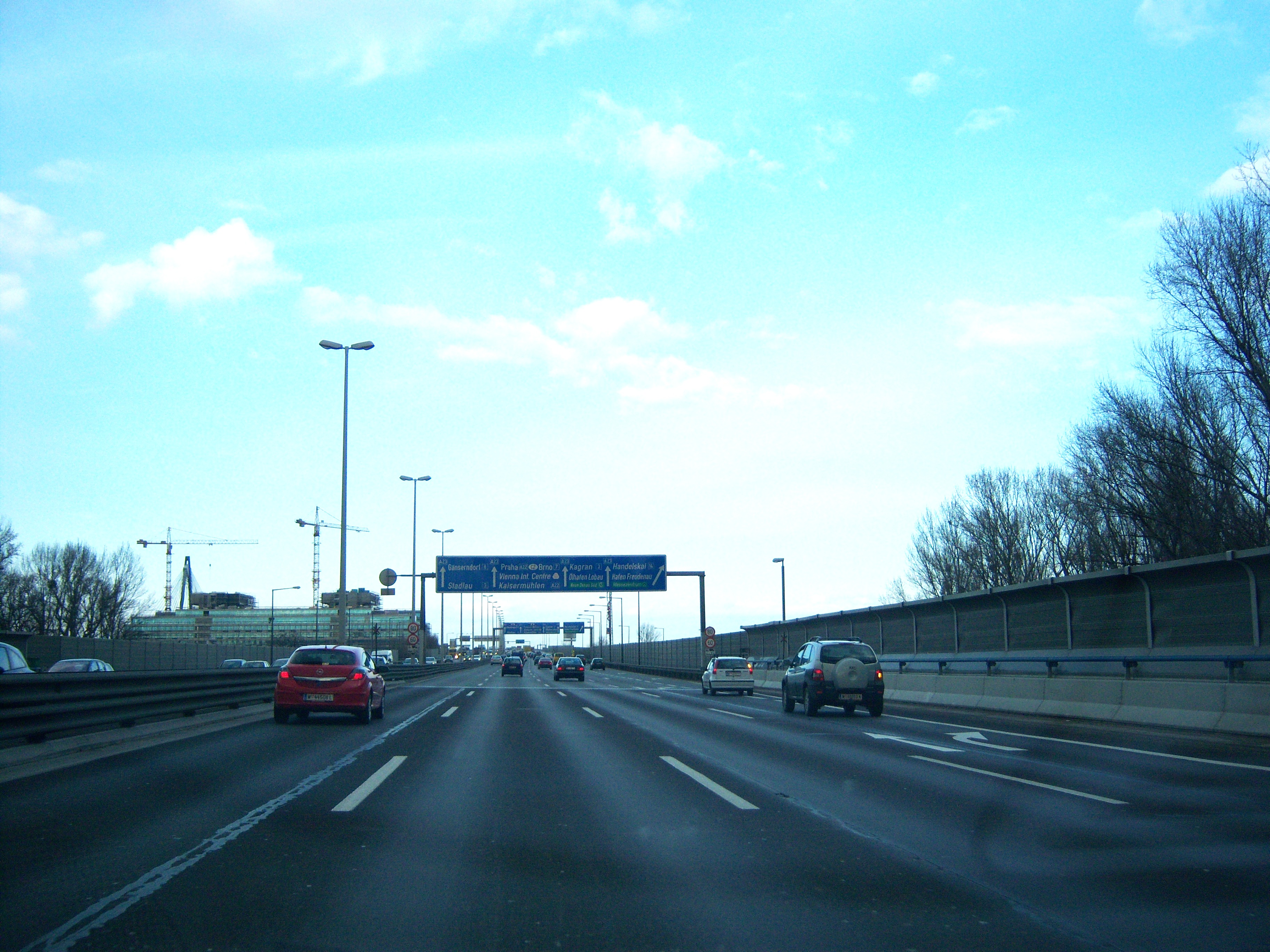
Der derzeit am stärksten frequentierte Abschnitt, die Prater Hochstraße

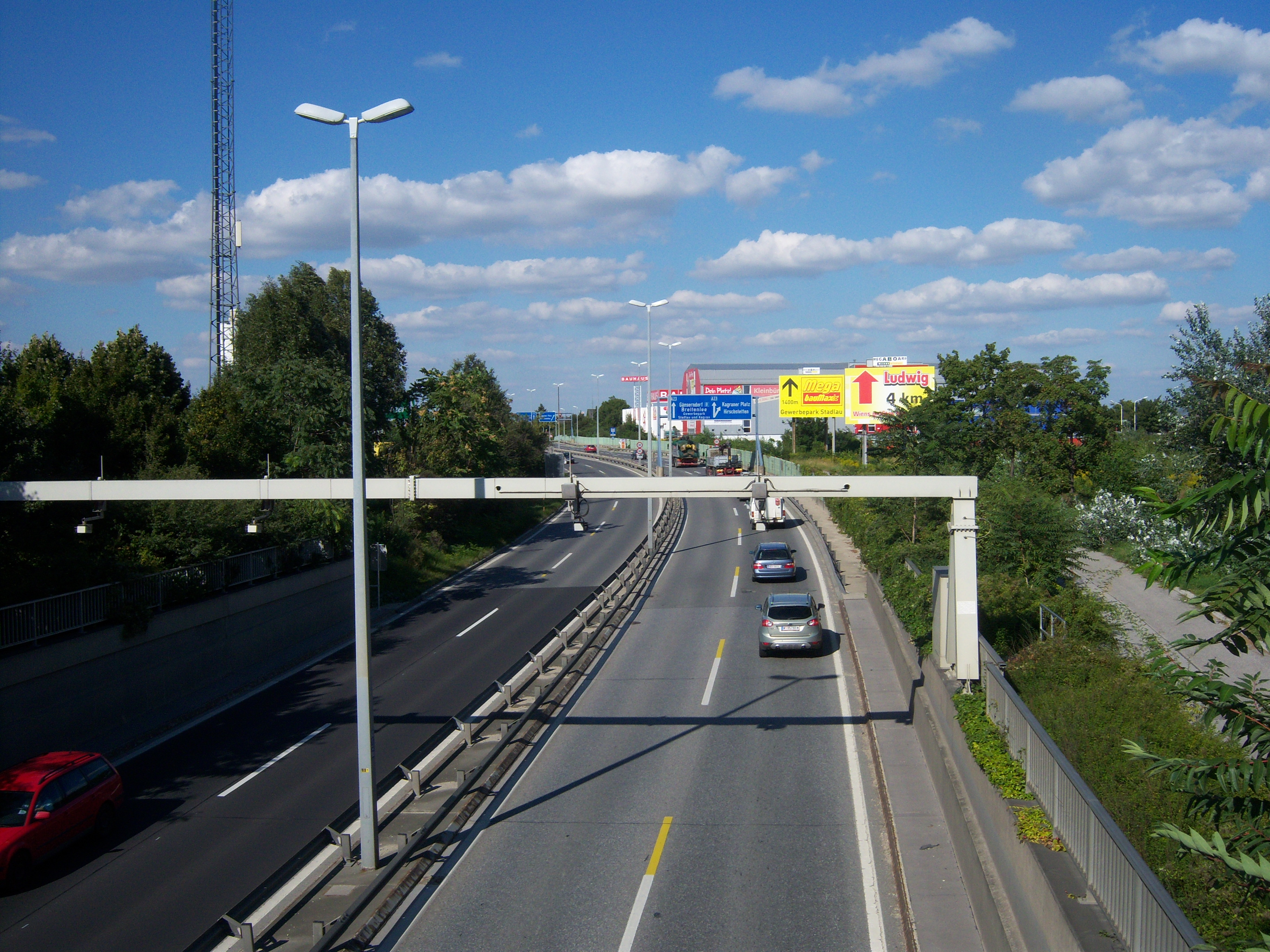
A23 bei Hirschstetten, kurz vor dem Übergang auf die S2

### Altmannsdorfer Ast
Der „Altmannsdorfer Ast“ stellt die Verlängerung der A23 vom Knoten Inzersdorf Richtung Westen dar, wo sie nach ca. 2 km in die Altmannsdorfer Straße (B224) einmündet. Zusammen mit der B1 und der B224 stellt der Altmannsdorfer Ast eine Verbindung von der Tangente zur West Autobahn nach Auhof und eine Alternative zur Wiener Außenring Autobahn (A21) dar.

### Knoten Inzersdorf
Der Knoten Inzersdorf verbindet die Tangente mit der Süd Autobahn (A2) und ist in Form eines aufgelösten Autobahndreiecks ausgeführt. Innerhalb diesem befindet sich auch die Anschlussstellen Inzersdorf und Triester Straße. Die Süd-West-Verbindung dieses Knotens gehört zur A2, während die West-Ost- sowie die Süd-Ost-Verbindungen zur A23 gehörig sind. Der Knoten Inzersdorf stellt eine TOTSO-Kreuzung dar. Auf der A23 von Altmannsdorf kommend muss Richtung Favoriten abgebogen werden, geradeaus gelangt man auf die A2. Ebenso gelangt man auf der A2 von Süden kommend geradeaus auf die A23 Richtung Norden, während für das Reststück der Südautobahn Richtung Westen – inklusive der A2-Anschlussstelle Triester Straße – nach rechts abzubiegen ist.
Die Knoten Inzersdorf wurde von 2012 bis 2018 gemeinsam mit der Hochstraße Inzersdorf generalsaniert. Dabei wurden große Teile der auf Stelzen verlaufenden Trasse auf einen neu errichteten Damm gelegt.

### Hanssonkurve
Im Abschnitt zwischen Knoten Inzersdorf und Verteilerkreis Favoriten befindet sich mit der „Hanssonkurve“ eine 90°-Kurve, an der die A23 von Westen nach Norden verschwenkt. Hier kam es in der Vergangenheit immer wieder zu Unfällen und Staus. Ihren aus dem Verkehrsfunk bekannten inoffiziellen Namen erhielt die Kurve von den gleichnamigen, benachbarten Siedlungen, der Per-Albin-Hansson-Siedlung Ost, West und Nord, die nach dem schwedischen Ministerpräsidenten Per Albin Hansson benannt wurden.
Dieser Abschnitt wurde bis zum Laaerbergtunnel von 2011 bis 2012 umfassend saniert sowie die Tunnelsicherung auf den neuesten Stand gebracht.
Seitens der Asfinag war die Errichtung einer Verbindungsspange von der Hanssonkurve in südlicher Richtung zur Wiener Außenring Schnellstraße (S1) geplant. Diese Strecke war als Autobahn Verbindungsspange Rothneusiedl (A24) im Bundesstraßengesetz festgeschrieben, wurde jedoch 29. Juli 2011 aus dem Bundesstraßengesetz entfernt. Dadurch sollte unter anderem die Laxenburger Straße entlastet werden.

### Favoriten
Nach der Hanssonkurve verlief die A23 zu Beginn in einem Rechtsbogen entlang der Saligergasse zur Favoritenstraße, wo sich die Anschlussstelle Favoriten befand. Nach der Eröffnung des Verteilerkreis Favoriten, dem zweitgrößten Kreisverkehr in Wien, wurde die alte Anschlussstelle abgebaut. Ein kurzer Teil der Fahrbahn des 1970 eröffneten Abschnitts ist noch vorhanden und dient als Lagerplatz.
Im Bereich der neuen Anschlussstelle Favoriten unterquert die Tangente im Zuge des Laaerberg Tunnel den Verteilerkreis Favoriten. Hier kreuzen sich die Hauptstraßen B16 und B225. Nördlich der Anschlussstelle befindet sich der Absbergtunnel.

### Knoten Arsenal („gesperrte Ausfahrt Simmering“)
Die Planungen von 1978 sahen in diesem Bereich einen Anschluss der Südost Autobahn (A 3) an die Tangente vor. Die Auf- und Abfahrtsrampen waren bereits errichtet, als dieses Projekt aus Kostengründen und wegen Bürgerprotesten verworfen und die A 3 stattdessen am Knoten Guntramsdorf an die Süd Autobahn (A 2) angebunden wurde. Im Jahr 2005 dienten während Bauarbeiten auf der Hauptfahrbahn die nördlichen Auf- bzw. Abfahrtsrampen als Umleitungsstrecke. Spätere Planungen sahen vor, bis 2007 und nach weiteren Verzögerungen bis 2011 den umgangssprachlich „gesperrte Ausfahrt Simmering“ genannten Knoten zu einer Anschlussstelle an die Wienerberg Straße (B 225) auszubauen, jedoch wurde auch dieses Projekt aus Budgetgründen gestoppt. Die Rampen, welche keine Verbindung zum untergeordneten Straßennetz besitzen, wurden als Betriebsumkehr für Erhaltungs-, Winterdienst- und Einsatzfahrzeuge sowie für Filmaufnahmen genutzt.
Die „gesperrte Ausfahrt Simmering“ wurde seit dem Jahr 2020 im Zuge der Sanierung der Fahrspuren abgerissen.

### Gürtel/Landstraße
Die Anschlussstelle Gürtel/Landstraße war eigentlich als Knoten konzipiert, an dem die niemals verwirklichte Gürtel Autobahn angebunden werden sollte. Sie ist in aufgelöster Form ausgeführt und weist zwei Rampen vom Gürtel auf die Tangente in Richtung Norden auf, welche jeweils von links bzw. rechts auf die A23 führen sowie eine Rampe vom Gürtel auf die Tangente Richtung Süden.
Der Landstraßer Gürtel (B221) wurde zwischen dem Hauptbahnhof und der Anschlussstelle Landstraße zwischen November 2010 und März 2013 ausgebaut. Im Rahmen dieser Bautätigkeit wurde die Verbindung Landstraßer Gürtel – A23 niveaufrei, als Unterführung, ausgeführt. Ebenfalls ausgebaut wurde die Landstraßer Hauptstraße (B221) von der A23-Anschlussstelle bis zum Rennweg.
Am 26. Juni 2012 wurde mit dem „Wildganstunnel“ ein erster Teilabschnitt eröffnet, welcher den Verkehr von der A23 zur Landstraßer Hauptstraße eingehaust führt. Die Unterführung „Eurogate“ vom Gürtel zur A23 wurde am 28. März 2013 für den Verkehr freigegeben. Als letzten Abschnitt wurde am 29. Oktober 2013 der komplette Umbau abgeschlossen. Die Gesamtkosten werden mit 101 Mio. Euro beziffert, die von Stadt Wien und ASFINAG bereitgestellt werden.

### Sankt Marx
Der Bereich um die Anschlussstelle Sankt Marx war bis zur Eröffnung der Wiener Außenring Schnellstraße (S1) der am stärksten frequentierte Abschnitt der Tangente. Die Anschlussstelle führt zum Industriegebiet Erdberg, wo sich unter anderem der Schlachthof Sankt Marx befand.

### Knoten Prater
Der Knoten Prater ist in Form eines Kleeblattes ausgeführt. Hier kreuzt sich die A23 mit der Ost Autobahn (A4). Im Zuge des Knotens überquert die Tangente auf der Erdberger Brücke den Donaukanal. Als eine der meistbefahrenen Brücken in Österreich plante die ASFINAG einen Abriss und einen Neuaufbau der Brücke, da eine Sanierung nicht in Frage kam. Auf Anregung des Erbauers Alfred Pauser überprüfte allerdings das Bundesdenkmalamt, ob diese Brücke nicht unter Denkmalschutz gestellt werden sollte.
Nachdem im Jänner 2013 eine negative Entscheidung des Bundesdenkmalamts bezüglich Denkmalschutz bekannt wurde, liefen seit März 2014 Arbeiten zur Errichtung der Ersatzbrücken, die während des Abbruches der Hauptbrücke den Verkehr aufnahmen. Diese Brücken blieben nach dem Neubau der Erdberger Brücke als Teil des Knoten Praters erhalten, um die Verkehrsführung zu entflechten. Der Umbau sollte ursprünglich bis Ende 2017 abgeschlossen sein. Durch den Einsatz eines speziellen Schiffs als Stützkonstruktion für die abzubrechenden Teile der alten Brücke konnte die für den Abbruch geplante Zeit drastisch verkürzt werden. Die neue Erdberger Brücke wurde mit Ende August 2016 für den Verkehr freigegeben und alle Arbeiten im Knotenbereich waren mit Ende 2016 abgeschlossen.

### Prater Hochstraße
Die Prater Hochstraße liegt zwischen dem Knoten Prater und der Anschlussstelle Handelskai und überquert das Naherholungsgebiet Wiener Prater. Mit 171.454 Fahrzeugen täglich ist sie der am stärksten befahrene Straßenabschnitt Österreichs. Zwischen 1998 und 2000 wurde dieser Abschnitt generalsaniert, die Tragwerke verbreitert und von sechs auf acht Fahrspuren ausgebaut sowie mit Pannenstreifen und modernsten Sicherheitseinrichtungen ausgestattet.

### Handelskai
Die Anschlussstelle Handelskai führt zur Klosterneuburger Straße (B14) und stellt unter anderem die Verbindung von der Tangente zum Messegelände, dem Ernst-Happel-Stadion und dem Hafen Freudenau her.

### Praterbrücke
Im Zuge der Praterbrücke überquert die A23 die Donau, Donauinsel und Neue Donau. In den Jahren 1996/97 wurde die Praterbrücke aufgrund des Baues des Kraftwerk Freudenau um 1,8 Meter angehoben und von drei auf vier Fahrstreifen pro Richtung erweitert.

### Knoten Kaisermühlen
Am Knoten Kaisermühlen besteht die Verbindung von der Tangente zur Donauufer Autobahn (A22), zur Donaustadtstraße (B3b) in Richtung Kagran und zur Raffineriestraße in Richtung Ölhafen Lobau. Der Knoten ist in Form eines Kreisverkehres aufgebaut, in den die meisten Verbindungsrampen münden. Bis 1993 endete die A23 hier, dann wurde die Verlängerung nach Hirschstetten für den Verkehr freigegeben. Noch heute ist im Verkehrsfunk die Formulierung „Tangente Richtung Kagran“ gebräuchlich.

### Stadlau
Die Halbanschlussstelle Stadlau verbindet die A23 Richtung Süden mit der Donau Straße (B3) Richtung Groß-Enzersdorf. Ein Vollausbau ist derzeit nicht geplant, will man von Norden nach Stadlau, so muss man bereits in Hirschstetten abfahren.
Die Anschlussstelle befindet sich zwischen dem Tunnel Stadlau und dem Tunnel Hirschstetten, im Zuge deren die A23 den Frachtenbahnhof Stadlau und die Laaer Ostbahn unterfährt. Sowohl die Ab- als auch die Auffahrtsrampe befinden sich im Tunnel. Dieser Abschnitt wurde zwischen 2016 und 2017 umfassend saniert.

### Hirschstetten
An der Anschlussstelle Hirschstetten endet die Tangente und mündet in die Wiener Nordrand Schnellstraße (S2). Der Übergang liegt genau in der Mitte der Brücke über die Hirschstettner Straße, daher gehören streng genommen nur die Ab- bzw. Auffahrtsrampe Richtung Süden zur A23, jene Richtung Norden bereits zur S2.
Im Zuge der ursprünglich geplanten Verlängerung der A23 in Richtung der Seestadt Aspern war an dieser Stelle ein Knoten Hirschstetten geplant. Stattdessen soll hier nach dem Planungsstand 2018 die Stadtstraße Aspern in ähnlichen Verlauf die A23 über die Seestadt mit der S1 bei Großenzersdorf verbinden.